# Trialeurodes bemisae
Trialeurodes bemisae là một loài côn trùng cánh nửa trong họ Aleyrodidae, phân họ Aleyrodinae.
Trialeurodes bemisae được Russell miêu tả khoa học đầu tiên năm 1948.